# Batheaston
Batheaston – wieś w Anglii, w hrabstwie ceremonialnym Somerset, w dystrykcie (unitary authority) Bath and North East Somerset. Leży 20 km na wschód od miasta Bristol i 152 km na zachód od Londynu. Miejscowość liczy 2625 mieszkańców.